# Relaciones Costa Rica-Croacia
Las relaciones Costa Rica-Croacia se refieren a las relaciones internacionales que existen entre Costa Rica y Croacia.
Las relaciones diplomáticas con Croacia se iniciaron en 1995. En 1999, por medio e la Embajada de Costa Rica en la OEA y la misión de observadores de Croacia se efectuó la negociación y la firma de un convenio marco de cooperación entre ambos países y otro para la supresión de visados en pasaportes de diplomáticos y de servicio.